# معاذ محمود
معاذ محمود (18 أبريل 1993 إربد الأردن - ) هو لاعب كرة قدم أردني يلعب كمهاجم.